# 随州南站
随州南站位于中华人民共和国湖北省随州市曾都区何店镇向阳村，是汉十高速铁路的一个车站。2019年11月29日通车。